# Spreuerbrücke
La Spreuerbrücke (nome tedesco; in italiano letteralmente "Ponte della pula", in quanto da questo ponte veniva gettata nel fiume la pula separata dai grani dei cereali, macinati nei mulini che si trovavano lungo il ponte stesso) è un ponte pedonale coperto in legno di Lucerna, in Svizzera, costruito una prima volta tra il XIII secolo e il 1408. In seguito a un crollo dovuto a un'inondazione nel 1566 venne ricostruito entro il 1591. Nel 1803 la parte nord venne rinforzata con sostegni in pietra più consistenti .
Si estende tra la Kasernenplatz e la Mühlenplatz e, con la sua andatura a zigzag, unisce le due sponde della Reuss. È caratterizzato da una straordinaria serie di dipinti ispirati alla predicazione seicentesca eseguiti da vari artisti sotto la direzione del pittore Kaspar Meglinger tra il 1616 e il 1637, aventi come tema una Danza macabra. Degli originari 71 dipinti su tavole triangolari di legno d'abete, collocate in sequenza continua al centro della sommità della carpenteria del tetto ne rimangono 45. Le gerarchie ecclesiastiche e temporali, a cominciare dal papa e dall'imperatore, passando per tutti i gradi della nobiltà e della Chiesa sono raffigurate all'inizio della serie, seguite dalle varie professioni, dalle età dell'uomo sono raffigurate una a una nel loro proprio ambiente e ciascuna minacciata dalla Morte, che non guarda in faccia a nessuno. Ad aprire il ciclo il peccato originale e la Cacciata dal Paradiso terrestre, antefatto biblico alla mortalità umana, mentre a chiudere il ciclo sono raffigurate la Fine dei Tempi, la Resurrezione dei morti e il Giudizio Universale . A metà del ponte sorge una piccola cappella anch'essa risalente al XVII secolo .

## Galleria d'immagini

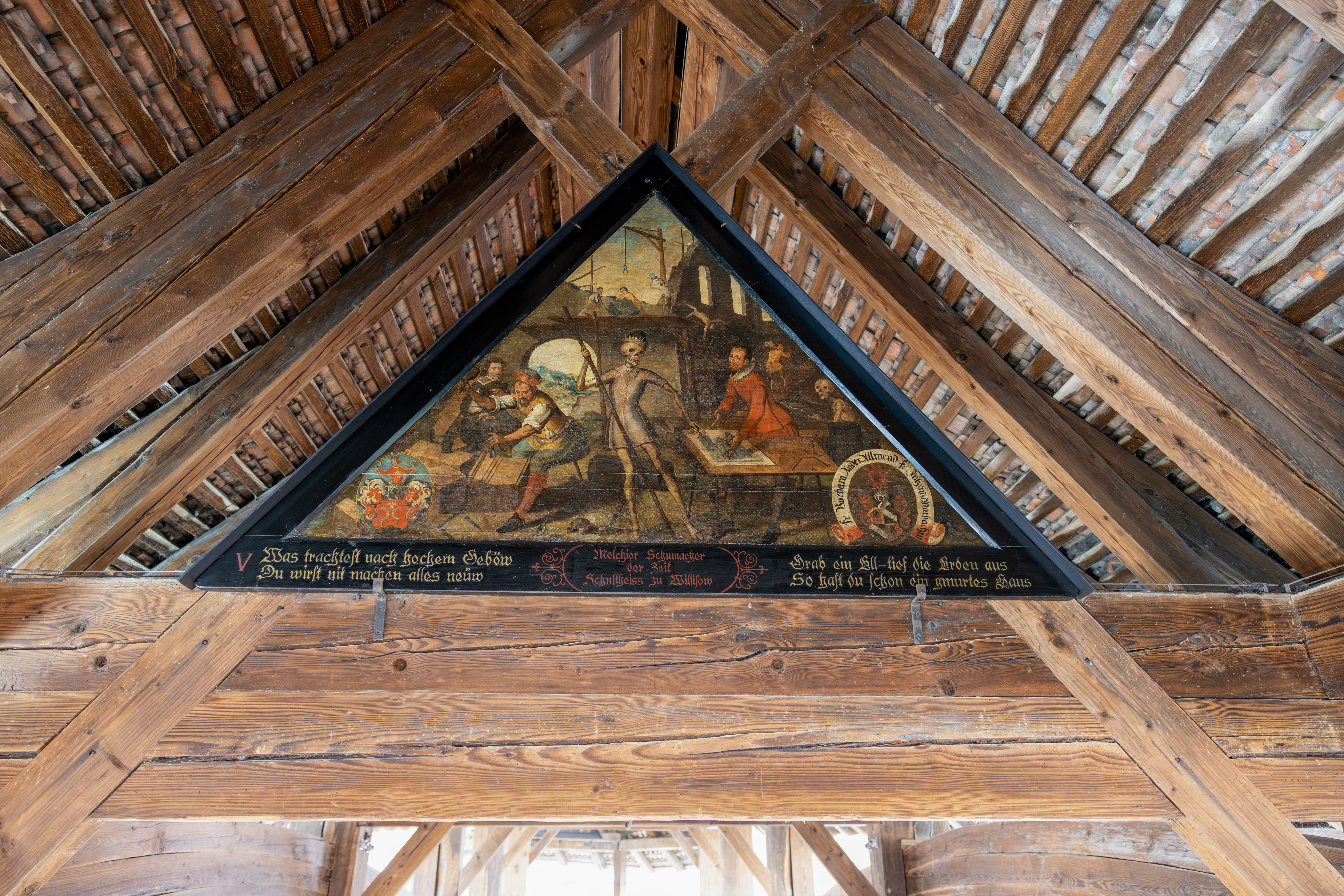
Una tavola del ciclo della Danza macabra di Kaspar Meglinger (1626-1635) a Lucerna, in Svizzera
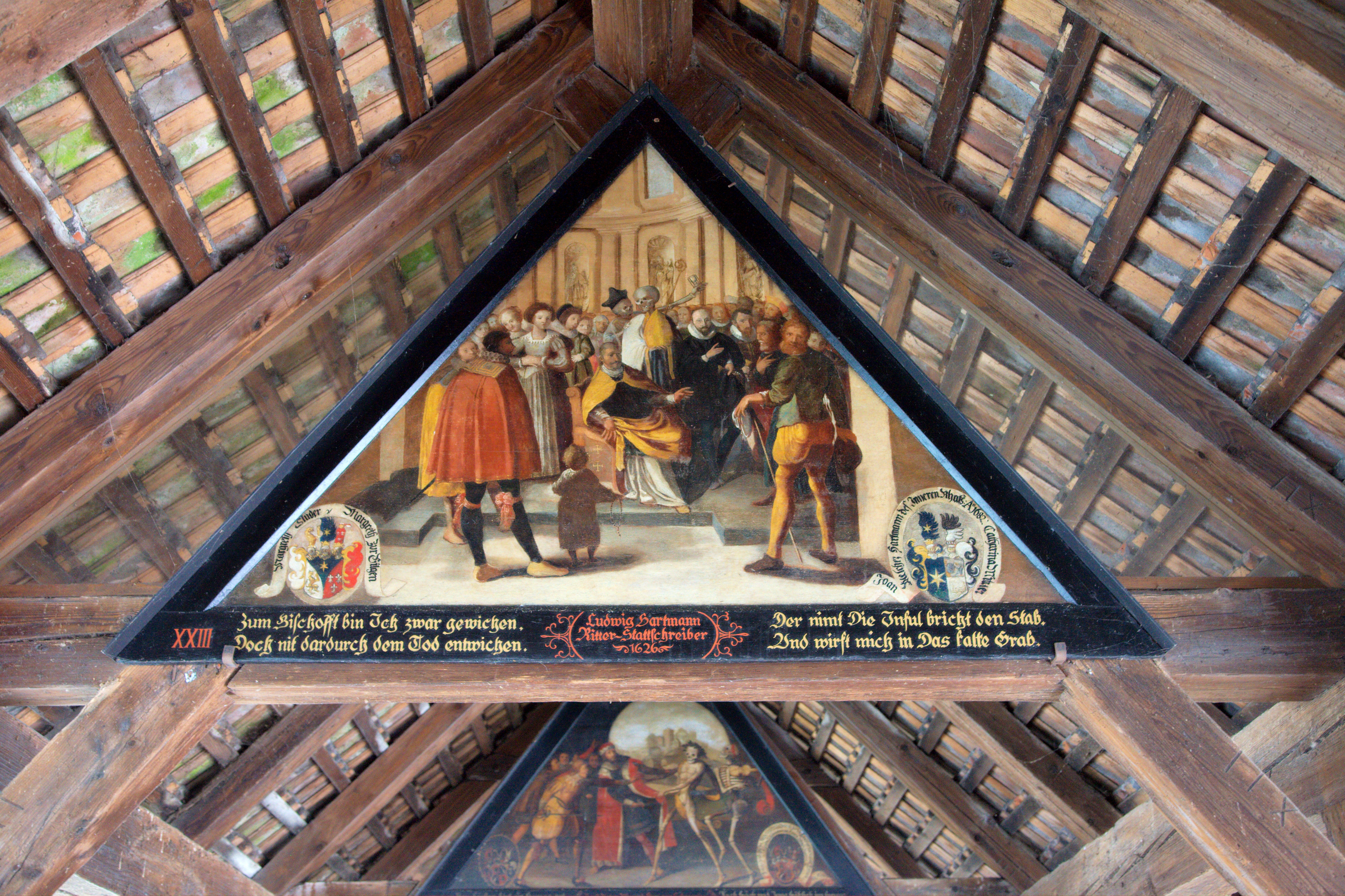
Una tavola del ciclo della Danza macabra di Kaspar Meglinger (1626-1635)